# Витте, Жюдит
Жюди́т Витте́ (фр. Judith Vittet ; род. декабрь 1984, Париж) — французская актриса, известная, в основном, ролью сироты Миетт в кинофильме «Город потерянных детей» (1995). В 1996 году была номинирована на премию Сатурн в категории Лучшая молодая актриса.
Жюдит Витте была выбрана из тысячи юных актрис, проходивших кастинг на роль Миетт («Крошка»). Также снималась в картинах «Никто меня не любит» (Lili) (1994), «Нелли и господин Арно» (1995) и «K» (1997). После этого Жюдит закончила свою кинокарьеру и в 2002 году поступила в университет Париж VIII, чтобы посвятить себя театру. Однако, закончив его, Жюдит занялась производством развивающих игрушек для детей, а после — перешла к изобразительному искусству. Сегодня она работает иллюстратором, скульптором и дизайнером витрин.